# Hedychium khaomaenense
Hedychium khaomaenense là một loài thực vật có hoa trong họ Gừng. Loài này được Picheans. & Mokkamul mô tả khoa học đầu tiên năm 2005.